# Шон О’Брајан
Шон О'Брајан (енгл. Seán O'Brien; 14. фебруар 1987) професионални је рагбиста и ирски репрезентативац, који тренутно игра за Ленстер. Висок 188 цм, тежак 108 кг, игра у трећој линији, брз је, добро обара и пробојан је у нападу. Дебитовао је против Кардиф Блузса септембра 2008. у утакмици келтске лиге. У купу шампиона дебитовао је децембра 2008. против Олимпика Кастра. Добрим играма у дресу Ленстера, О'Брајан је привукао пажњу француских клубова, али је ипак одлучио да остане лојалан Ленстеру. За Ленстер је до сада одиграо 96 утакмица и постигао 80 поена. Са Ленстером је освајао Про 12 и титулу шампиона Европе. Прошао је млађе селекције Ирске, а за сениорску је дебитовао у новембру 2009. против Фиџија. Играо је на два светска првенства и 2 пута је освојио куп шест нација. За репрезентацију Ирске је до сада одиграо 41 тест меч и постигао 35 поена. Одиграо је и 2 меча за британске и ирске лавове. 25. маја 2011. проглашен је за најбољег играча купа шампиона за сезону 2010-2011. Уврштен је у дрим тим светског првенства 2011. Власник је једног рагби паба у Даблину.